# Król i cztery damy
Król i cztery damy (ang. The King and Four Queens) – amerykański western z 1956 roku.

## Fabuła
Kowboj Dan Kehoe (Clark Gable) trafia na ranczo owdowiałej McDade (Jo Van Fleet) i jej 4 córek. Chce dowiedzieć się od nich gdzie znajduje się zrabowane złoto.

## Obsada
- Clark Gable - Dan Kehoe
- Eleanor Parker - Sabina McDade
- Jean Willes - Ruby McDade
- Barbara Nichols - Birdie McDade
- Sara Shane - Oralie McDade
- Jo Van Fleet - Ma McDade